# Кайшядорис
Кайшядо́рис або Кошедари (лит. Kaišiadorys, пол. Koszedary, рос. Кошедары) — місто (з 1946 року) в центральній частині Литви, адміністративний центр Кайшядориського району Каунаського повіту; центр католицької Кайшядориської дієцезії, у склад якої входять сім деканатів.

## Етимологія

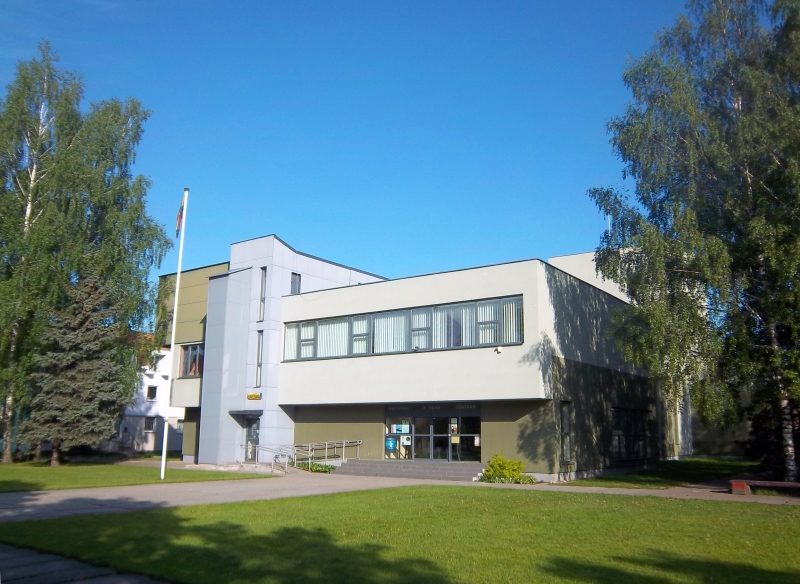
Культурний центр Кайшядориса

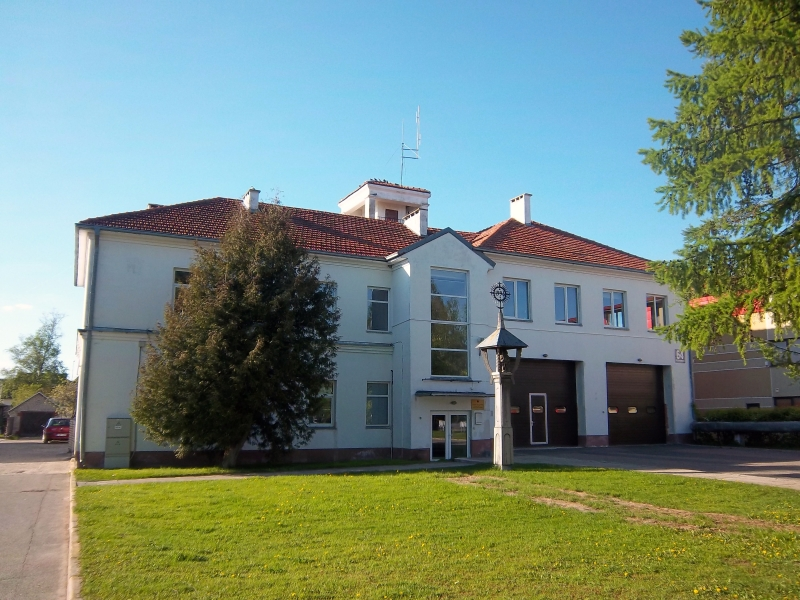
Пожежно-рятувальна служба Кайшядориса

Назва «Kaišiadorių» унікальна в Литві через арабське походження, це маєтковий топонім. Назва міста походить від імені знатного татарина, який жив у цих місцях ще в XVI ст., ім'я «Хасайдар» складене з двох арабських імен «Хаджі» — «паломник до Мекки» + «Хайдар» — «лев». У 1590 з'являється перша відома згадка про назву поселенн «Кошеідарова», поступово поселення набуває назву Кайшядорай
Народні перекази стверджують, що назва могла походити від слів «kašė» («кошик») + «daryti» («працювати, виробляти»), що означає «кошикарі, робітники». Перший корінь назви також міг походити від слова «kaištis» («коток, заглушка, кілок для затикання чогось» тощо), тоді це могло означати «робочу шпильку». Однак для обґрунтування обох останніх версій бракує історичних підстав, оскільки такі промисли не мали принципового значення під час створення поселення біля залізниці. Народна етимологія також виводить назву міста з ХІХ століття, коли за царських часів будували залізницю, і жителі постійно питали «kū čia dara?» («що він тут робить?»).
1862 місто називалося «Koszedary» (пол.), 1905 «Кошедары» (рос.), 1906 – Kašedarai, 1926 м. – Kaišedorys. У період між війнами використовувалася форма однини (тобто не «Kaišiadorių», а «Kaišiadori», «Kaišedori»).

## Історія

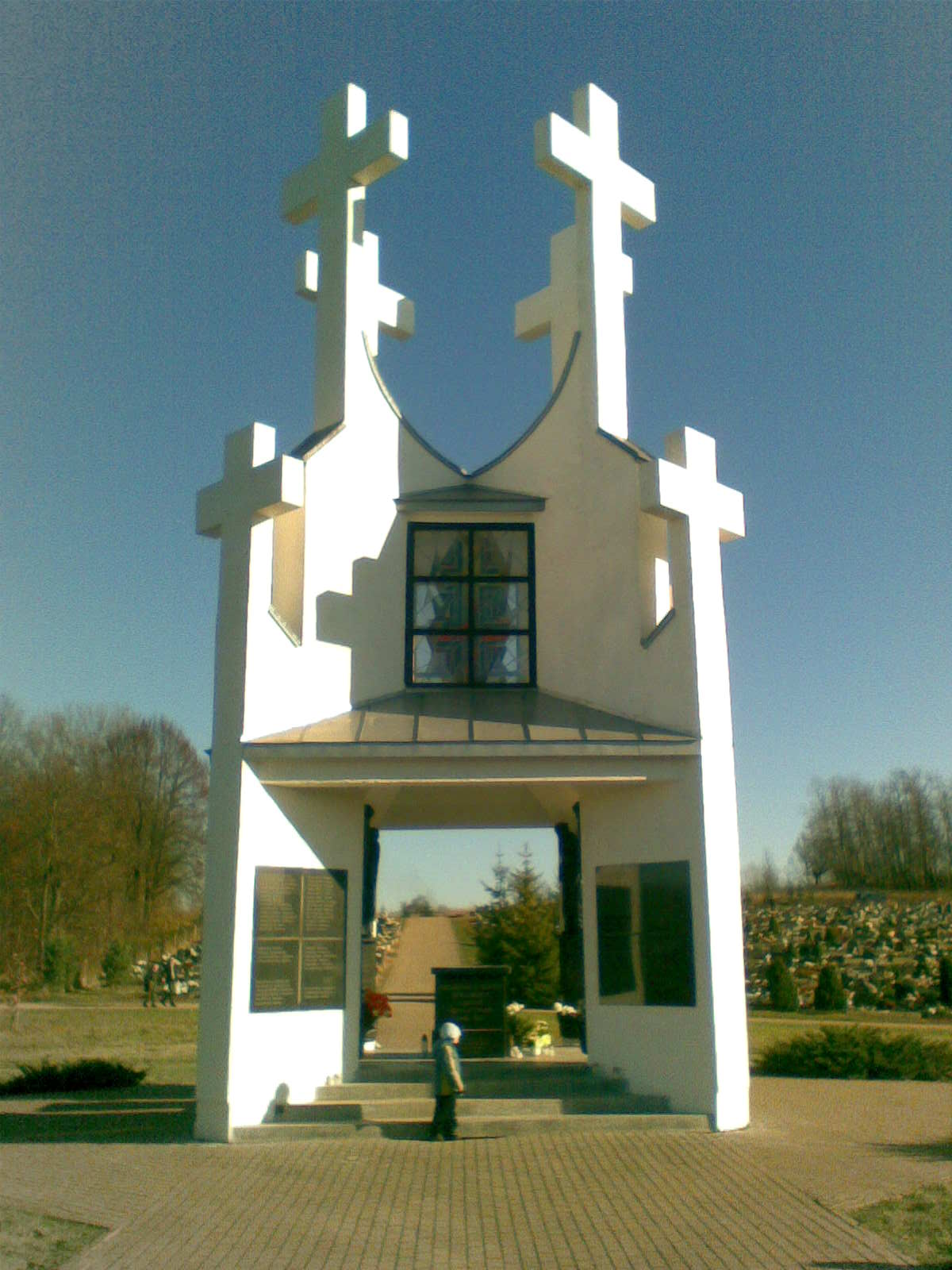
Кайшядориська партизанська каплиця

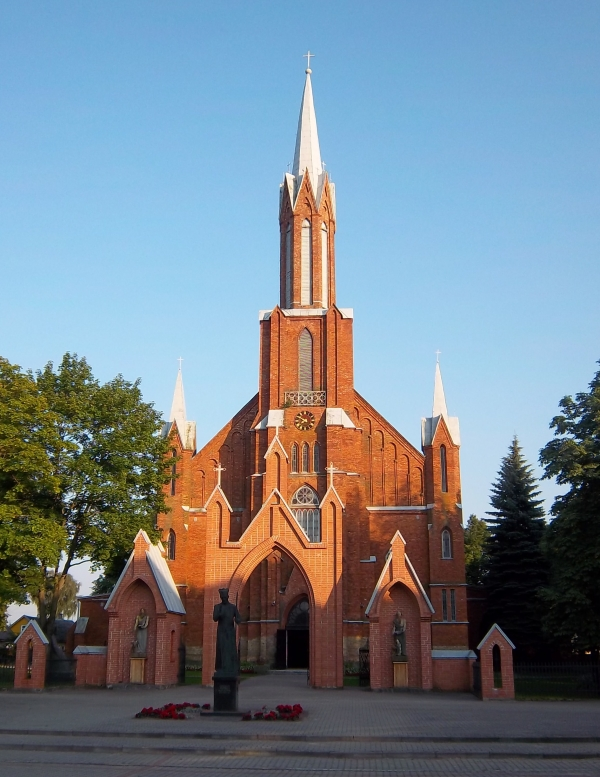
Кайшадориський Кафедральний собор

Вперше топонім «Kaišiadorių» згадується в 1590. Місто почало розвиватися у  2-й половині 19 ст. після початку будівництва залізниці Вільнюс–Каунас, а потім і  гілки залізниці Лієпая–Ромни на Шяуляй. Кайшядорис став важливим залізничним вузлом. 15 березня 1862 перший потяг проїхав повз маєток Кайшядорій і село Яткони без зупинки, бо не було залізничної станції. Вона з'явилася лише після того, як була побудована ще одна залізниця.
1869 був розроблений проект Лієпайської залізниці, яка мала відгалужуватися від існуючої гілки залізниці Лентварис-Каунас у селі Ятконій і вести до найбільшого на той час порту царської Росії — Лієпаї. Незабаром ця залізниця була збудована і в 24 жовтня 1871 перший поїзд відправився з Вільнюса через Ятконій до Лієпаї новою залізничною гілкою. На стику залізниць була створена залізнична станція Ятконій (за назвою найближчого села). Але всі почали плутати назву цієї станції зі станцією «Eitkūnais» на російсько-прусському кордоні того часу, тому було вирішено змінити назву станції на іншу. 8 грудня 1871 залізнична станція Ятконій названа залізничною станцією Кайшядорис за назвою сусіднього маєтку.
1906 розпочато будівництво Кайшядориської церкви; того року була заснована Кайшядориська парафія. 
22 липня 1915 під час Першої світової війни Кайшядорис окупувала Німеччина; Кайшядорис вперше став центром адміністративної одиниці – повіту. 23 листопада 1918, коли там ще перебували окупаційні німецькі частини, з ініціативи пароха Кайшядориса о. Альфонса Варни було утворено Кайшядориський волосний (окружний) комітет. Ця дата вважається початком самоврядування Кайшядориса. Через кілька тижнів, 16 грудня 1918 у Кайшядорисі відбувся з’їзд представників повітових державних і волосних комітетів, на якому було створено комітет «Kaišiadorių apskritis».
Місто Кайшядорис також увійшло в історію залізниць незалежної Литви — 6 липня 1919 перший литовський поїзд відправився з Кайшядориса до Радвілішкіса. 1920, після того, як Польща окупувала Тракай і східну Литву, Кайшядорис став центром Тракаського повіту та неокупованої частини Віленської єпархії. 4 квітня 1926 Папа Пій XI буллою «Lituanorum gente» заснував церковну провінцію Литви. Кайшядорис став центром Кайшядориської єпархії.
1928, після реконструкції почав працювати клейовий завод (найбільший на той час у Литві), 1933 почав працювати молокозавод. 1934 у Кайшядорисі була зведена Будівля повітової управи, у 1935 – Палац курії Кайшядориської єпархії (архітектор Вацловас Міхневічус), 1936 був освячений Кайшядориський кафедральний собор. Між війнами, у 1921 до міста був приєднаний Юодконіс.
Під час Другої світової війни, в 1941 р. територію Литви окупувала нацистська Німеччина.
Німецька армія під час відступу спалила залізничну станцію та розібрала колії. 24 квітня 1946 після створення повіту Кайшядорис отримав права міста (до того часу це було смт). Засовєцьких часів було побудовано два великих пташника, ветеринарний відділ Литовського науково-дослідного інституту тваринництва і ветеринарії, лікарню, їдальню-ресторан (архітектор А. Кучинскас), найбільший в Литві клейовий завод. 1972 У Кайшядорисі запрацював перший у Литві міжрайонний ветеринарно-санітарний завод.
1996 затверджений герб Кайшядориса, на основі герба також були підготовлені та затверджені штандарти прапора і печатки Кайшядориса.  27 травня 1998 було засновано Музей Кайшядориса.

## Відомі уродженці
- Абросимова Світлана Вікторівна (1953—2011) — український історик, краєзнавець, заслужений працівник культури України, лауреат премії імені Дмитра Яворницького Національної спілки краєзнавців України.
- Рамунас Шишкаускас (*1978) — колишній литовський професійний баскетболіст.
- Архієпископ Теофілій Матуліоніс (1873–1962), похований у крипті кафедрального собору Кайшядориса.
- Агроном Вікторас Руокіс (1885–1971) тривалий час жив у Кайшядорисі.
- Анатолій Рутковський (1894–1943), офіцер.
- Річардас Касперавічюс (1919–2007) жив і закінчив школу в Кайшядорисі.
- Кардинал Вінцентас Сладкявічюс (1920-2000) працював у єпархії Кайшядорис, хоча совєцька влада не дозволила йому стати єпископом. Тут йому споруджено пам'ятник.
- У Кайшядорисі жив політик, президент Литви Альгірдас Бразаускас (1932–2010).
- Журналіст Ауреліюс Каткявічюс (1962–2020) народився в Кайшядорисі.

## Галерея

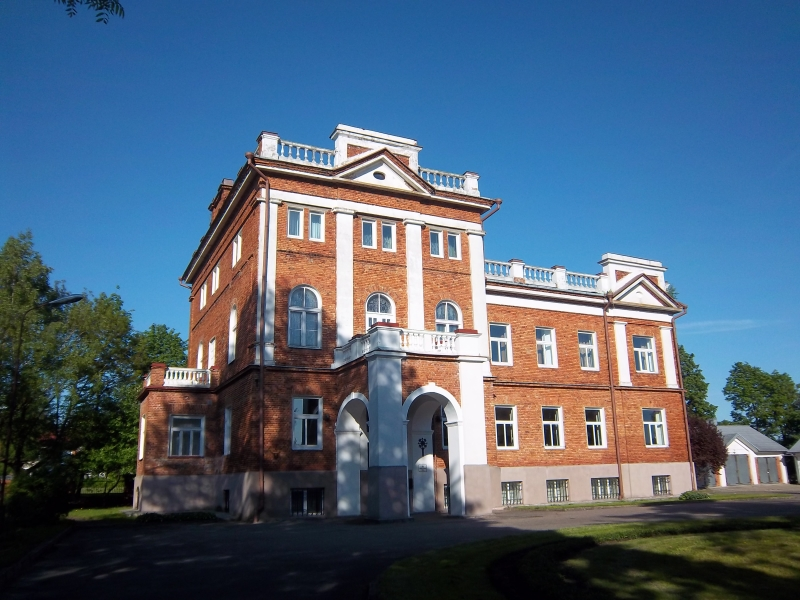
Єпархія
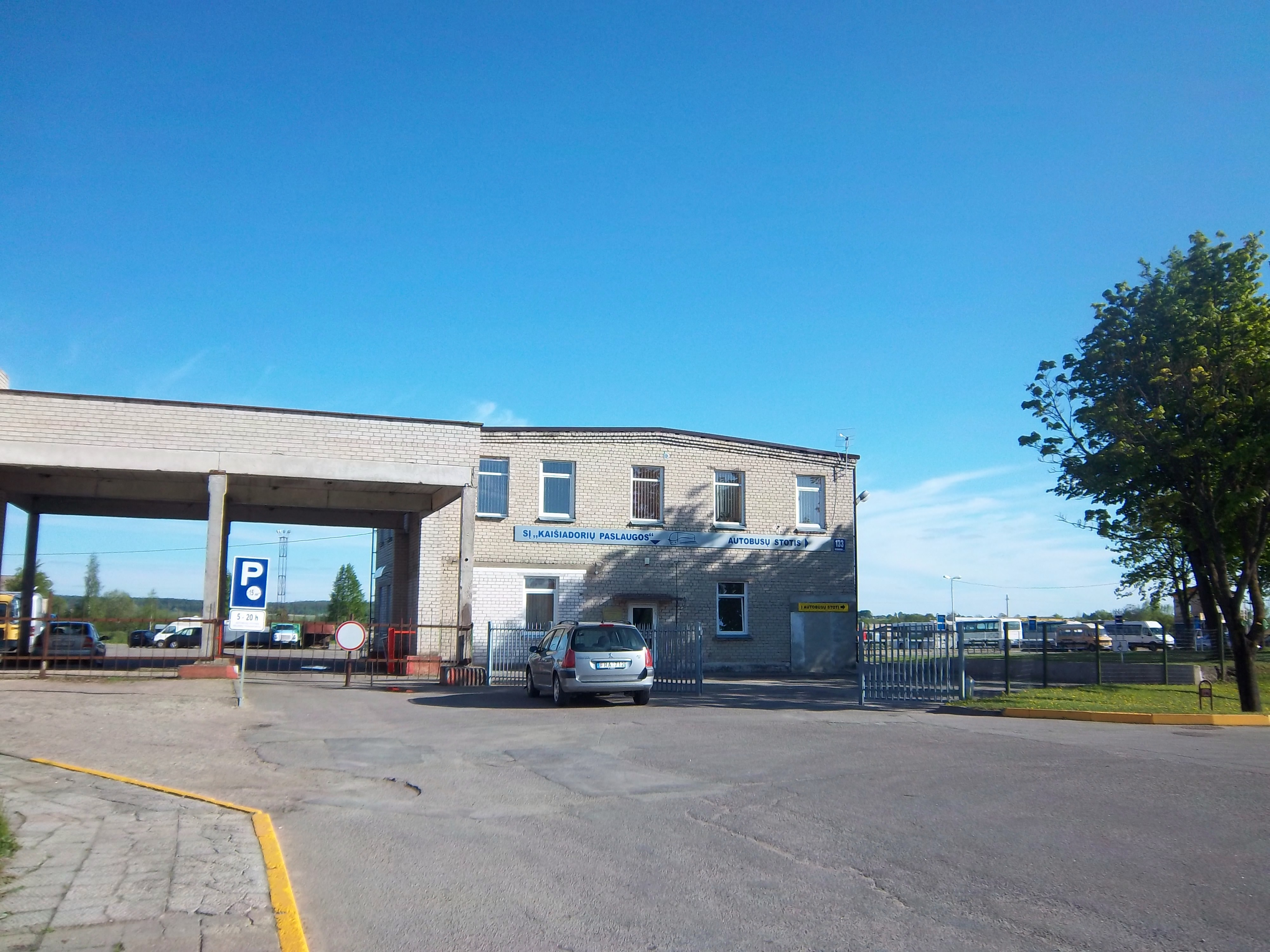
Автовокзал
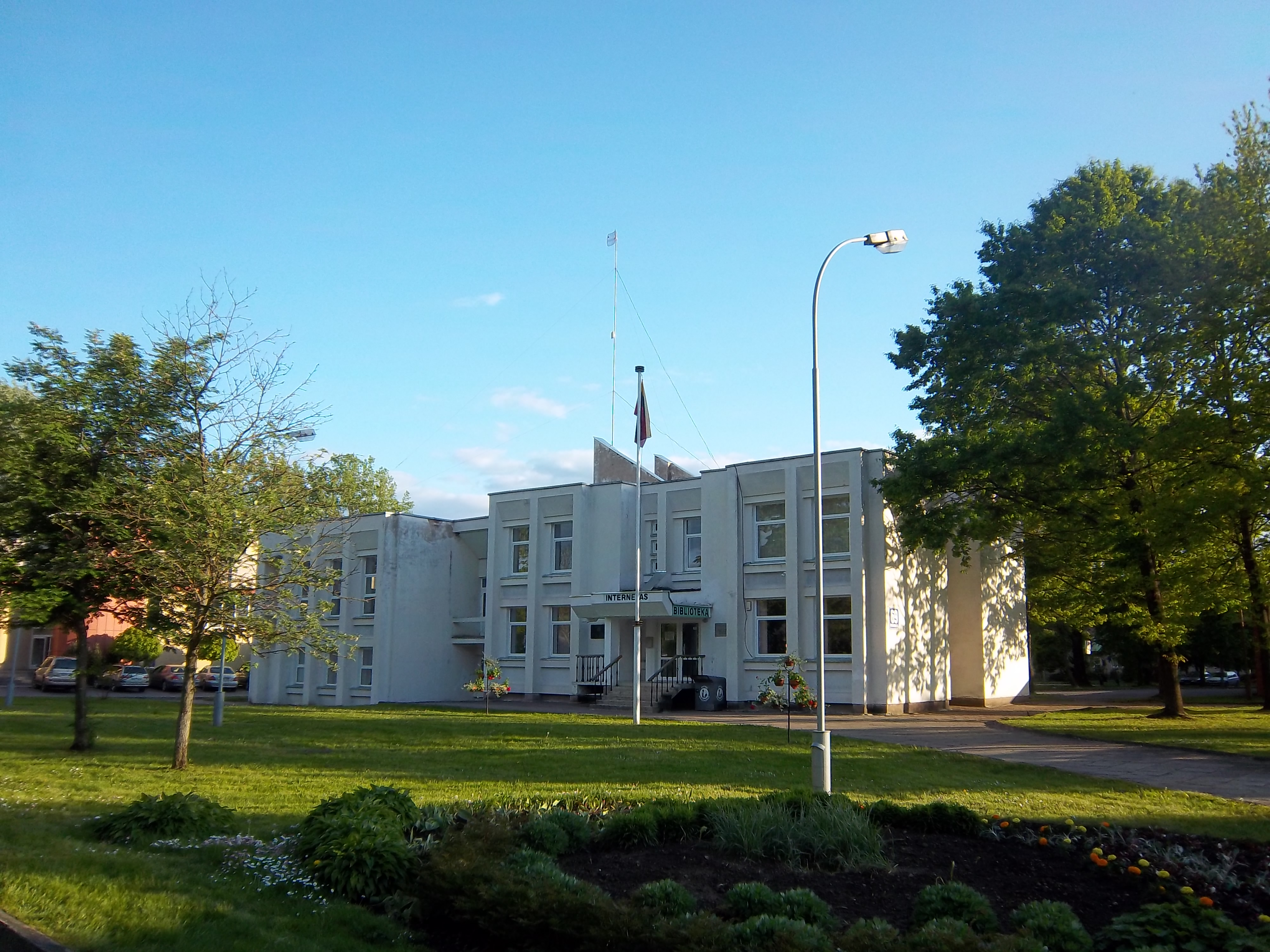
Бібліотека
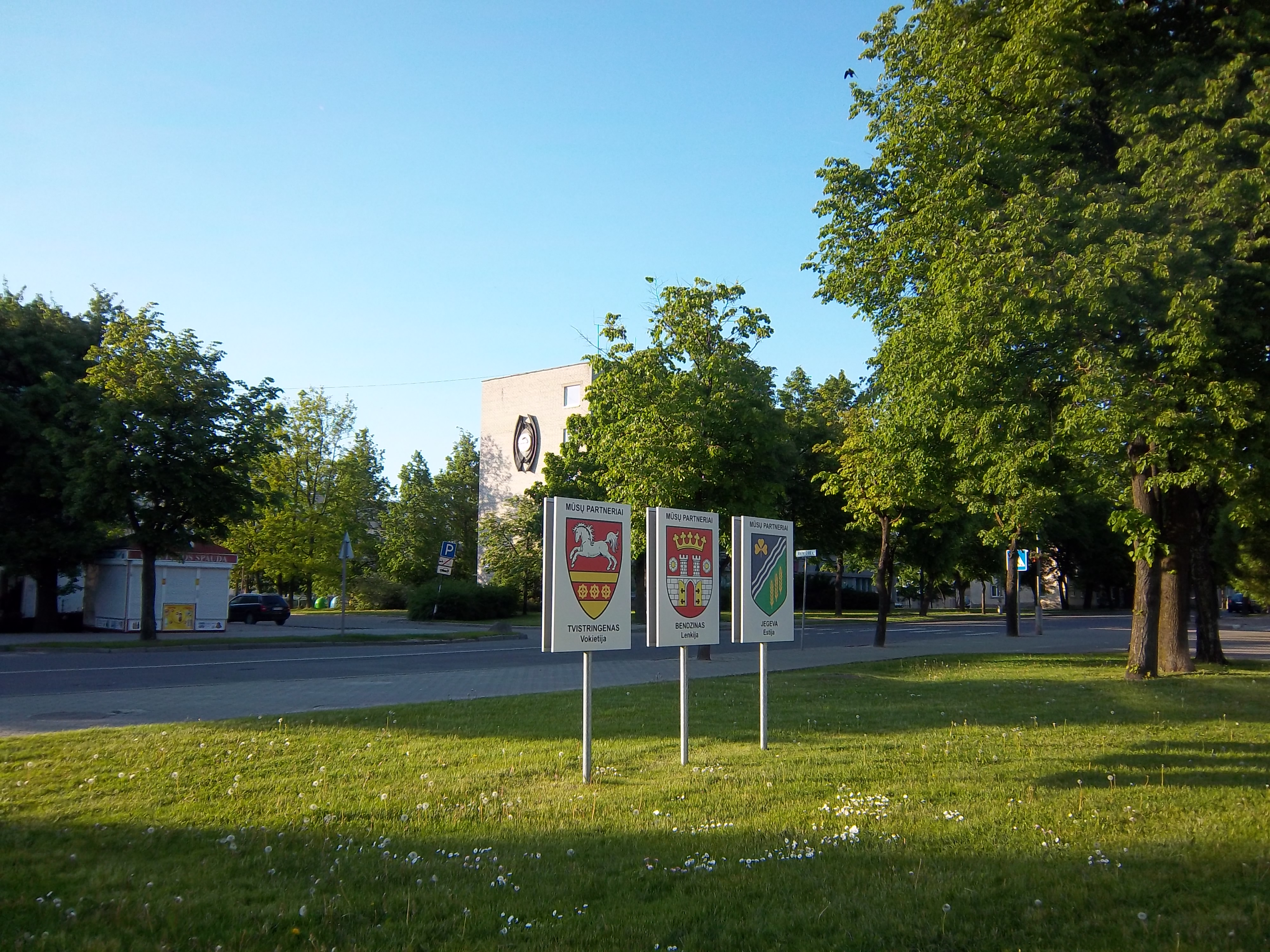
Стенди партнерів міста
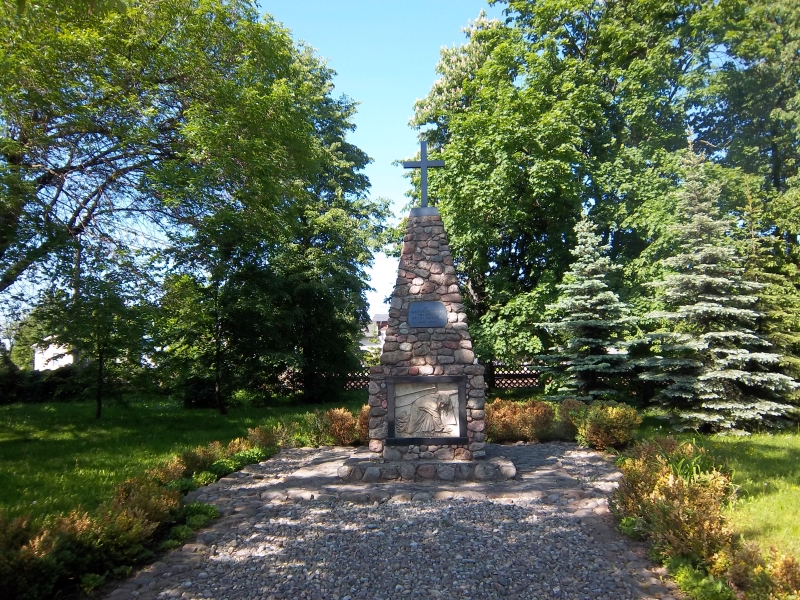
Пам'ятник вигнанцям
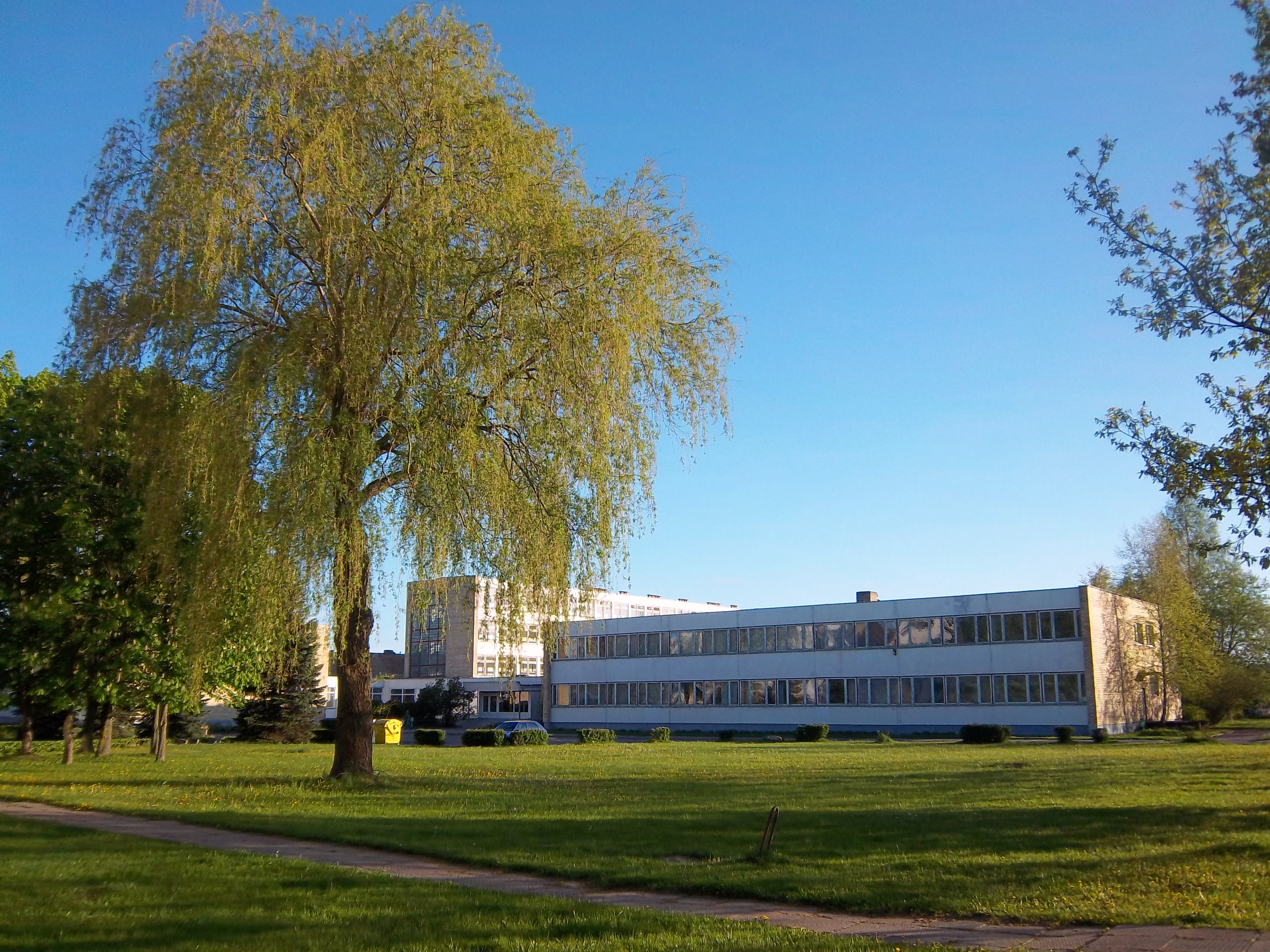
Школа технологій та бізнесу
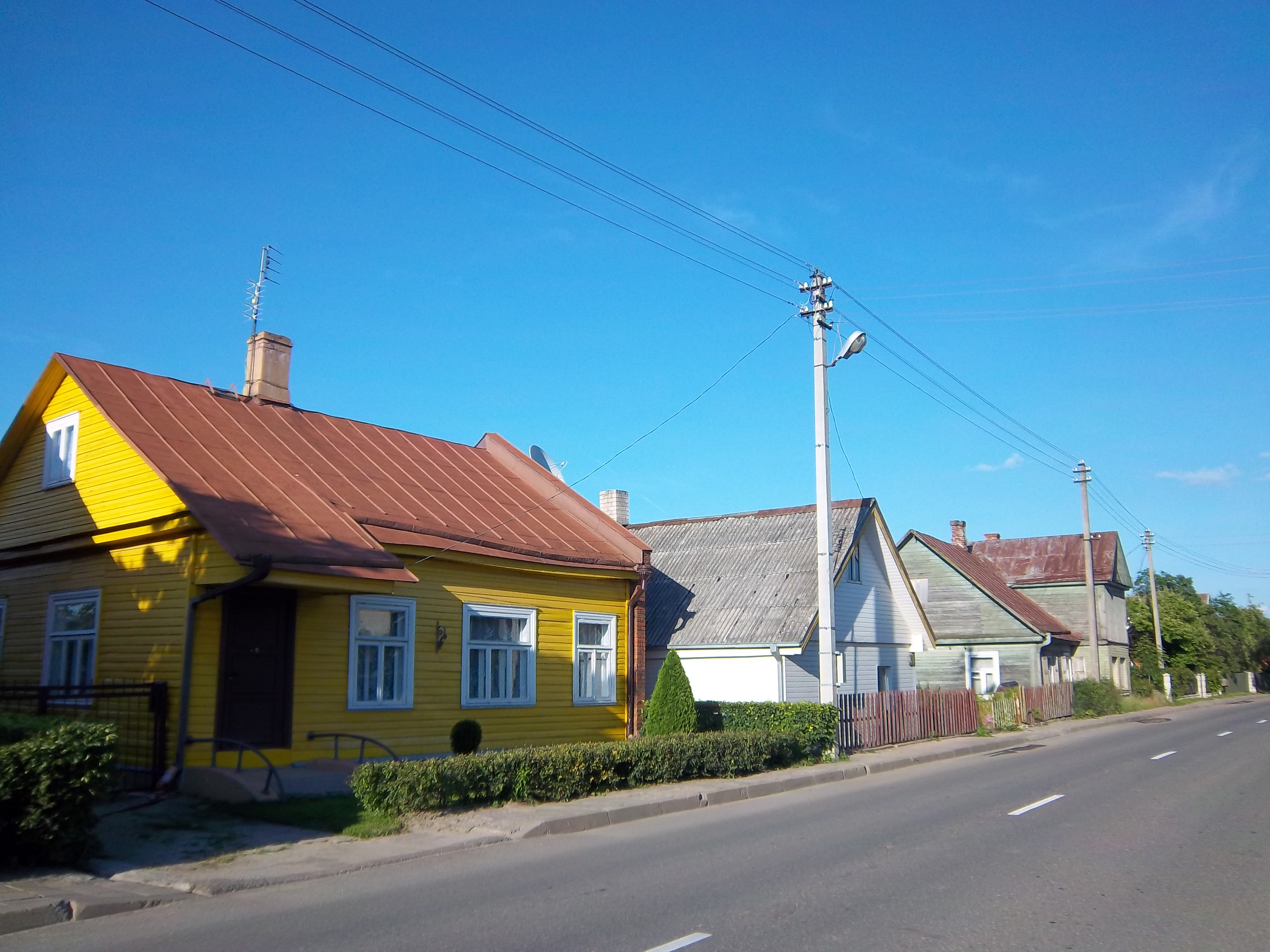
Вулиця Вітаутоса Дідзійо
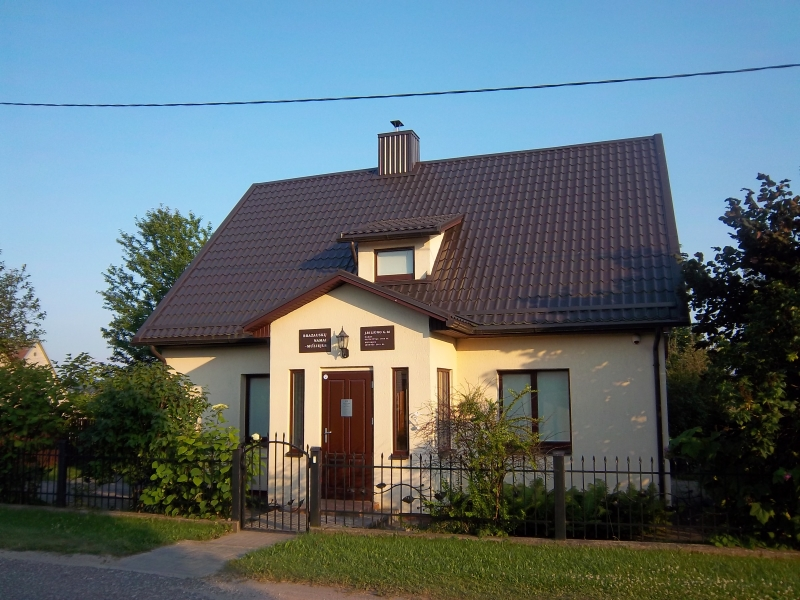
Будинок-музей Бразаускаса